# Ballyclogh
Ballyclogh (iriska: Baile Cloch) är en ort i republiken Irland.   Den ligger i grevskapet County Cork och provinsen Munster, i den sydvästra delen av landet, 210 km sydväst om huvudstaden Dublin. Ballyclogh ligger 93 meter över havet och antalet invånare är 264.
Terrängen runt Ballyclogh är platt åt nordost, men åt sydväst är den kuperad.Runt Ballyclogh är det tätbefolkat, med 530 invånare per kvadratkilometer. Närmaste större samhälle är Mallow, 7,7 km sydost om Ballyclogh. Trakten runt Ballyclogh består i huvudsak av gräsmarker.